# The Heart of a Child
The Heart of a Child é um filme de drama mudo britânico de 1915, dirigido por Harold M. Shaw e estrelado por Edna Flugrath, Edward Sass e Hayford Hobbs. Foi baseado em um romance de Julia Frankau.

## Sinopse
Uma garota da favela é ferida pelo carro do aristocrata. Anos mais tarde, agora uma dançarina de sucesso, ela se apaixona pelo irmão do aristocrata.

## Elenco
- Edna Flugrath - Sally Snape
- Edward Sass - Lord Kidderminster
- Hayford Hobbs - Lord Gilbert
- Mary Dibley - Lady Dorothea Lytham
- George Bellamy - Sr. Peastone
- Douglas Munro - Joe Aarons
- Frank Stanmore - Johnny Doone
- Gwynne Herbert - Lady Fortive
- Christine Rayner - Mary
- Lewis Gilbert - Bill Snape
- Anna Godfrey - Sra. Snape
- Stanley Burton - irmão de Johnny